# Бонал
Бонал (фр. Bonnal) насеље је и општина у источној Француској у региону Франш-Конте, у департману Ду која припада префектури Безансон.
По подацима из 2011. године у општини је живело 19 становника, а густина насељености је износила 10,56 становника/km². Општина се простире на површини од 1,8 km². Налази се на средњој надморској висини од 270 метара (максималној 292 m, а минималној 251 m).

## Демографија
| 1962. | 1968. | 1975. | 1982. | 1990. | 1999. | 2011. |
| ----- | ----- | ----- | ----- | ----- | ----- | ----- |
| 20    | 27    | 20    | 25    | 25    | 24    | 19    |

График промене броја становника у току последњих година